# Cuinchy
Cuinchy is een gemeente in het Franse departement Pas-de-Calais (regio Hauts-de-France). De plaats maakt deel uit van het arrondissement Béthune. In de gemeente ligt spoorwegstation Cuinchy. Cuinchy telde op 1 januari 2022 1.784 inwoners.

## Geografie
De oppervlakte van Cuinchy bedroeg op 1 januari 2022 4,15 vierkante kilometer; de bevolkingsdichtheid was toen 429,9 inwoners per km².

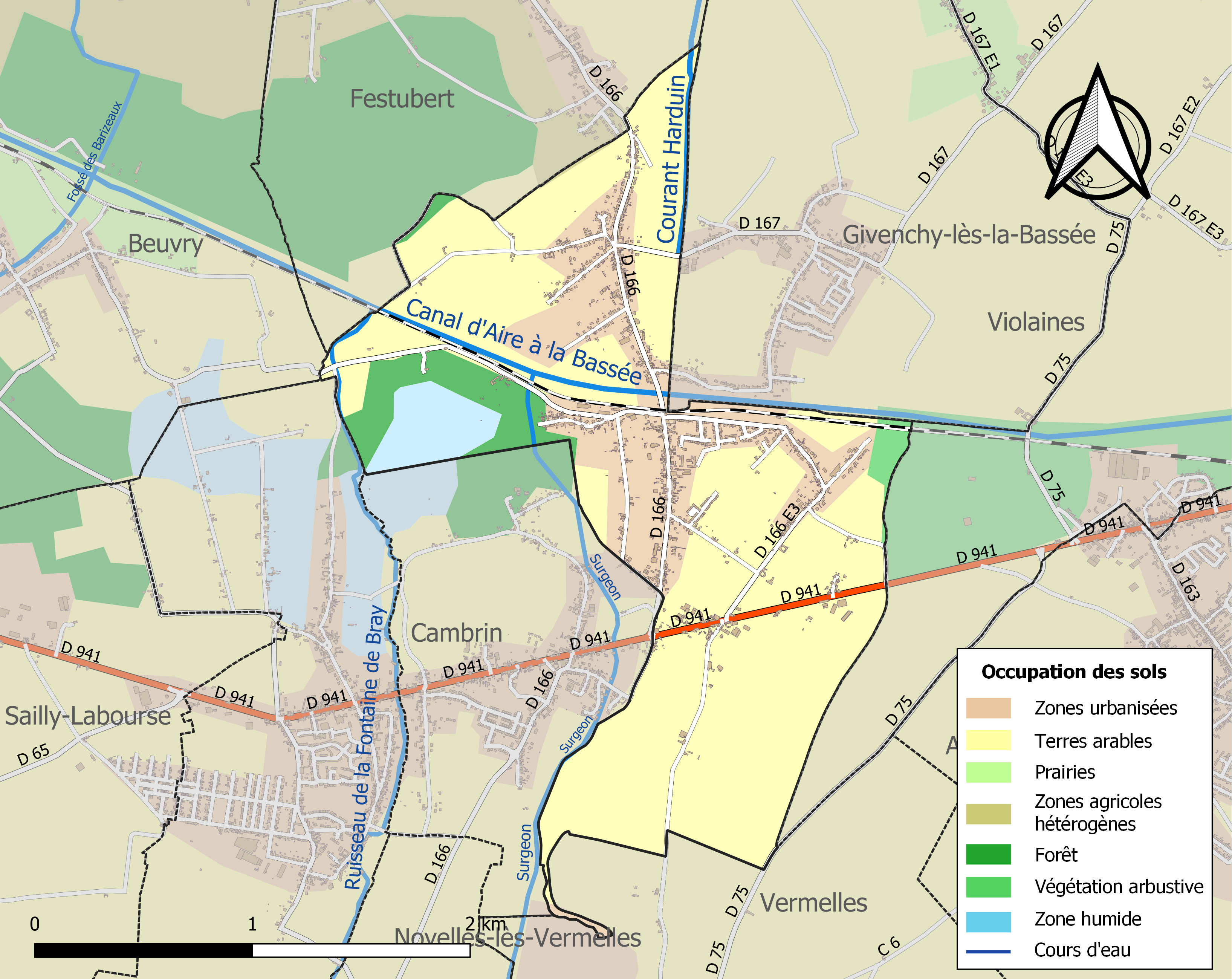
Kaart van de gemeente met belangrijkste infrastructuur, bodemgebruik en omliggende gemeenten

## Demografie
Onderstaande figuur toont het verloop van het inwonertal (bron: INSEE-tellingen).